# Ramanovci
Ramanovci (1869-ig Ramanovac) falu Horvátországban, Pozsega-Szlavónia megyében. Közigazgatásilag Pozsegaszentpéterhez tartozik.

## Fekvése
Pozsegától légvonalban 11, közúton 10 km-re északkeletre, községközpontjától 4 km-re délre, a Pozsegai-medencében fekszik.

## Története
A falu középkori létezéséről semmilyen korabeli forrás nem maradt fenn. A török uralom idején katolikus és muzulmán horvát lakossága volt. 1698-ban „Radmanovczi” néven 7 portával szerepel a török uralom alól felszabadított szlavóniai települések összeírásában. 1730-ban 18, 1760-ban 13 ház állt a településen.
Az első katonai felmérés térképén „Dorf Ramanovczi” néven látható. Lipszky János 1808-ban Budán kiadott repertóriumában „Ramanovczi” néven szerepel. Nagy Lajos 1829-ben kiadott művében „Ramanovczi” néven 24 házzal, 190 katolikus vallású lakossal találjuk.
1857-ben 106, 1910-ben 281 lakosa volt. 1910-ben a népszámlálás adatai szerint lakosságának 80%-a horvát, 13%-a cseh anyanyelvű volt. Pozsega vármegye Pozsegai járásának része volt. Az első világháború után 1918-ban az új szerb-horvát-szlovén állam, majd később (1929-ben) Jugoszlávia része lett. 1991-ben lakosságának 98%-a horvát nemzetiségű volt. A településnek 2011-ben 215 lakosa volt.

## Lakossága
| Lakosság változása | Lakosság változása | Lakosság változása | Lakosság változása | Lakosság változása | Lakosság változása | Lakosság változása | Lakosság változása | Lakosság változása | Lakosság változása | Lakosság változása | Lakosság változása | Lakosság változása | Lakosság változása | Lakosság változása | Lakosság változása |
| ------------------ | ------------------ | ------------------ | ------------------ | ------------------ | ------------------ | ------------------ | ------------------ | ------------------ | ------------------ | ------------------ | ------------------ | ------------------ | ------------------ | ------------------ | ------------------ |
| 1857               | 1869               | 1880               | 1890               | 1900               | 1910               | 1921               | 1931               | 1948               | 1953               | 1961               | 1971               | 1981               | 1991               | 2001               | 2011               |
| 106                | 130                | 157                | 214                | 237                | 281                | 277                | 268                | 303                | 314                | 326                | 249                | 198                | 219                | 251                | 215                |